# フィリパ・ラヴ
フィリパ・ラヴ（Phillipa Love、1990年4月8日 - ）は、ニュージーランドの女子ラグビー選手。

## プロフィール
- ニュージーランド出身[1]。
- ポジションはプロップ(PR)。
- 身長 173cm、体重 90kg
- 女子ニュージーランド代表キャップは19（2022年11月現在）。

## 略歴
2022年、ラグビーワールドカップ2021の女子ニュージーランド代表に選ばれて、ブラックファーンズ2大会連続優勝に貢献。